# Telewizja Polsat
Telewizja Polsat – polska spółka mediowa, nadawca kanałów telewizyjnych głównie pod marką Polsat, z siedzibą przy ulicy Ostrobramskiej 77 w Warszawie.
Telewizja Polsat jest pierwszą stacją komercyjną w Polsce, która przełamała ogólnopolski monopol telewizji publicznej. 5 października 1993 roku otrzymał koncesję od Krajowej Rady Radiofonii i Telewizji na emisję naziemną w Polsce. W 1994 roku otrzymał koncesję od Krajowej Rady Radiofonii i Telewizji na emisję ogólnopolską (stało się to powodem odwołania z funkcji przewodniczącego KRRiT Marka Markiewicza).
W listopadzie 2010 Cyfrowy Polsat ogłosił, że kupuje 100% akcji Telewizji Polsat.

## Historia

### 1992
5 grudnia uruchomiono pierwszy kanał ogólny Polsat.

### 1997
1 marca uruchomiono drugi kanał ogólny Polsat 2. W początkowym okresie jego ramówkę w większości wypełniały filmy fabularne.
Miesiąc później stacja wprowadziła nową ramówkę, w której oprócz filmów wiele miejsca zajmowały seriale animowane i obyczajowe oraz programy rozrywkowe.

### 1999
Wraz z grupą ATV uruchomiono kanały tematyczne: Formuła 1, Dla Ciebie, Komedia, Smyk, Muzyczny Relaks, INFO.
5 grudnia uruchomiono także drugą platformę satelitarną w Polsce – Polsat 2 Cyfrowy (później: Polsat Cyfrowy, Cyfrowy Polsat, Polsat Box).

### 2000
1 kwietnia uruchomiono TV4, który powstał w wyniku fuzji Naszej TV i Polsatu 2. Jednak nie zrezygnowano z marki Polsatu 2 i po kilku dniach pojawił się kanał informacyjno-dokumentalny Polsat 2 Info.
11 sierpnia uruchomiono pierwszy kanał sportowy Polsat Sport, a 10 września kanał edukacyjny Teleuniwersytet. Nastąpiły również zmiany w kanałach tematycznych. Smyk zmienił nazwę na Junior, Dla Ciebie na ONA, Formuła 1 na ON.

### 2001
15 lutego uruchomiono kanał filmowy Filmax.
Z powodu niskiej oglądalności, zakończono nadawanie kanałów Komedia i Info.

### 2002
Polsat 2 Info został oskarżony o łamanie praw autorskich w związku z czym wystartował Polsat 2 International, który był przeznaczony dla Polaków przebywających za granicą. Polsat 2 International pozostał jednak dostępny również w Polsce.
2 września z powodu niskiej oglądalności, zakończono nadawanie kanałów Ona, On, Junior, Filmax i Muzyczny Relaks.

### 2004
1 sierpnia uruchomiono kanał medyczno-rozrywkowy: Polsat Zdrowie i Uroda.

### 2005
30 września zakończono nadawanie kanału Teleuniwersytet.
15 października uruchomiono kolejny kanał sportowy Polsat Sport Extra.

### 2006
Kanały Polsat i TV4 zmieniły swoje logotypy oraz oprawy graficzne.

### 2007
Polsat 2 International zmienił logotyp, oprawę graficzną i nazwę na Polsat 2.
Nabyto udziały kanału informacyjnego Superstacja i kupiono kanał biznesowy TV Biznes, a 12 października rozpoczęto nadawanie w jakości HD (1080i) na kanale sportowym Polsat Sport HD.

### 2008
7 czerwca uruchomiono kanał informacyjny (Polsat News), 26 września uruchomiono Serwis VOD Ipla, a 6 października kanał dla kobiet (Polsat Café), który zastąpił kanał Polsat Zdrowie i Uroda.
Tego samego dnia uruchomiono kanał dla mężczyzn (Polsat Play).

### 2009
1 września uruchomiono kanał ogólny w jakości HD (Polsat HD), a 17 września uruchomił kanał piłkarski Polsat Futbol.
2 października wystartował kanał o tematyce filmowej Polsat Film, a 19 listopada wystartował kanał dla dzieci Polsat JimJam.

### 2011
30 maja uruchomiono nowy kanał informacyjno-sportowy Polsat Sport News, który można było oglądać na drugim multipleksie naziemnej telewizji cyfrowej i do tego TV6.
24 listopada uruchomiono kanał o tematyce kryminalnej Polsat Crime & Investigation.

### 2012
20 lutego wykupiono program ATM Rozrywka, 1 czerwca uruchomiono kanał w jakości HD (Polsat Sport Extra HD), który zastąpił kanał Polsat Futbol, a 22 listopada uruchomiono nowy kanał kulinarny pod nazwą Polsat Food Network. Tego samego dnia wystartował również Polsat Film HD.

### 2013
18 lutego zakończono nadawanie kanału TV Biznes. Tego samego dnia został zastąpiony przez Polsat Biznes.
1 marca o godz. 6:00 wystartowały 3 nowe kanały stworzone we współpracy z Viasatem (Polsat Viasat Nature, Polsat Viasat History, Polsat Viasat Explorer).
30 sierpnia zakupiono kanały TV4 i TV6, a 1 września ruszył kanał telenowelowy Polsat Romans.

### 2014
3 lutego ruszył kanał Polsat News HD.
1 maja wystartował nowy kanał muzyczny Disco Polo Music.
9 czerwca nadawanie rozpoczął drugi kanał informacyjny – Polsat News+, który zastąpił Polsat Biznes.
31 lipca Polsat News+ zmienił nazwę na Polsat News 2.
30 sierpnia ruszył kanał siatkarski Polsat Volleyball.
26 września ruszył drugi kanał muzyczny Muzo.tv.
17 października Telewizja Polsat kupiła za 4 300 000 zł 100% akcji w Muzo.fm, stacji radiowej która wystartowała 20 października zastępując Radio PiN.

### 2015
29 czerwca rozpoczęto emisję Polsat Food Network w standardzie HDTV. 1 października kanały Polsat 2, Polsat Play, TV4, Polsat Café również otrzymały wersje w tym standardzie. 18 grudnia wystartował kanał Polsat 1.

### 2016
6 maja powstały 2 kanały Polsat Viasat History HD i Polsat Viasat Explore HD w wersji HD, a 10 kwietnia w ofercie Polsat Viasat History HD pojawiło się nowe pasmo – Polsat Viasat Epic – które jest dostępne w godzinach 21:00 do ok. 22:15.
10 czerwca z okazji rozpoczęcia Mistrzostw Europy 2016 we Francji Telewizja Polsat uruchomiła kanały Polsat Sport 2 HD i Polsat Sport 3 HD. Ten pierwszy był kanałem, który nadawał wszystkie mecze Euro 2016, zaś ten drugi to mecze Euro 2016 opóźnione o 3 godziny. Na obu kanałach były nadawane mecze bez reklam w jakości HD.
1 sierpnia uruchomiono kolejny kanał sportowy, tym razem o boksie i mieszanych sztukach walki: Polsat Sport Fight.

### 2017
1 stycznia Grupa TVN stała się właścicielem kanału Food Network.
2 stycznia został uruchomiony kanał ogólny Super Polsat, a 10 lutego kanał dokumentalny Polsat Doku.
15 maja uruchomiono Super Polsat i TV6 w standardzie HDTV. 26 maja został uruchomiony kanał muzyczny Polsat Music HD, który zastąpił Muzo.tv. 28 maja uruchomiono kanały premium Tenis Premium 1 i Tenis Premium 2.
4 grudnia Telewizja Polsat ogłosiła, że kupiła od ZPR Media 100% akcji spółek Eska TV i Lemon Records nadawców kanałów Eska TV, Eska TV Extra, Eska Rock TV, Polo TV i Vox Music TV oraz 34% udziałów spółki TV Spektrum nadawcy kanałów Fokus TV i Nowa TV.

### 2018
2 lutego Telewizja Polsat dokupiła 15,46% osiągając 49% udziałów spółki TV Spektrum – nadawcy kanałów Fokus TV i Nowa TV.
24 maja Telewizja Polsat kupiła 50%+1 udziałów w spółce Eleven Sports nadawcy kanałów Eleven Sports 1, Eleven Sports 2, Eleven Sports 3 i Eleven Sports 4.
21 sierpnia wystartowały nowe kanały premium Polsat Sport Premium 1, Polsat Sport Premium 2 oraz 4 serwisy uruchamiane na czas trwania meczów Polsat Sport Premium 3, 4, 5 i 6 PPV, w związku z uzyskanymi prawami do emisji Ligi Mistrzów UEFA i Ligi Europy UEFA.
1 października 2018 uruchomiono internetowy kanał Polsat Games, jako kanał telewizyjny został uruchomiony 15 października. 16 października 2018 uruchomiono kanał Polsat Rodzina.

### 2019
27 lutego po 13 latach zmieniono oprawę graficzną Polsatu.

### 2020
Telewizja Polsat rozpoczęła współpracę z ViacomCBS (właścicielem kanałów Comedy Central, MTV, Nick), w ramach której 3 marca został uruchomiony kanał Polsat Comedy Central Extra, który zastąpił polskojęzyczną wersję Comedy Central Family.
Również w ramach tej współpracy programy z MTV pojawiły się na Eska TV, zaś na Super Polsat pojawiły się kreskówki z Nickelodeon, takie jak SpongeBob Kanciastoporty czy Wróżkowie chrzestni.
6 kwietnia został uruchomiony kanał z serialami Polsat Seriale, który zastąpił kanał Polsat Romans. Tego samego dnia zmieniono logotypy i oprawy graficzne w kanałach Polsatu. Natomiast 18 września Telewizja Polsat wykupiła wszystkie udziały spółki TV Spektrum.

### 2021
Z powodu wygaśnięcia koncesji na nadawanie kanału ATM Rozrywka, ten zakończył nadawanie 24 lutego 2021 roku o godzinie 23:59.
16 kwietnia 2021 roku w Cyfrowym Polsacie testowo uruchomiono kanały Polsat X, Polsat Film 2 i Polsat Reality. 30 sierpnia 2021 roku kanały Telewizji Polsat zmieniły logotypy i oprawy graficzne. 16 sierpnia uruchomiono serwis AVOD, Polsat Go, a 1 września uruchomiono serwis Polsat Box Go, który zastąpił serwisy Ipla i Cyfrowy Polsat Go. 1 września wystartował także kanał informacyjny Wydarzenia 24, który zastąpił kanał Superstacja.

### 2022
16 stycznia Polsat Box omyłkowo na chwilę udostępnił sygnał trzech zakodowanych kanałów – Polsat Reality, Polsat Film 2 i Polsat X.
Na początku lutego Polsat kupił na wyłączność prawa do igrzysk paraolimpijskich w Pekinie oraz w Paryżu. 10 czerwca Polsat Box, Plus, Netia i Polsat Box Go zostali oficjalnymi partnerami serwisu Disney+.

### 2023
Grupa Polsat Plus przejmuje kanały 4fun.tv, 4fun Dance, 4fun Kids oraz serwis internetowy naekranie.pl. 3 sierpnia kanały TV4 i TV6 zmieniły logotypy i oprawy graficzne. 31 sierpnia Grupa Polsat Plus zamknęła swój serwis AVOD Polsat Go.

### 2024
9 stycznia na koncesji, na której do tej pory nadawała stacja Wydarzenia 24 wystartował kanał informacyjno-publicystyczny Polsat News Polityka, a Wydarzenia 24 rozpoczęły emisję na nowej koncesji na MUX 1. 27 marca sprzedano radio Muzo.fm Grupie Radiowej Time. 16 kwietnia uruchomiono Polsat News 2 w standardzie HDTV. 26 kwietnia kanały sportowe Polsat Sport, Polsat Sport Extra i Polsat Sport News zmieniły nazwę na kolejno: Polsat Sport 1, Polsat Sport 2 i Polsat Sport 3. 18 czerwca uruchomiono VOX Music TV, Eska TV Extra i Eska Rock TV w standardzie HDTV. W nocy z 18 na 19 lipca uruchomiono Disco Polo Music w standardzie HDTV.

### 2025
15 kwietnia dwa zakodowane kanały – Polsat Reality i Polsat X -  zmieniły logotypy i oprawy graficzne, a 5 maja - wraz z Polsat Film 2 - zostały oficjalnie uruchomione.

## Stacje telewizyjne i radiowe

### Aktualnie nadawane
| Logo                         | Nazwa                          | Data rozpoczęcia nadawania | Format obrazu           | Udziały w rynku            | Uwagi |
| Kanały ogólnotematyczne      | Kanały ogólnotematyczne        | Kanały ogólnotematyczne    | Kanały ogólnotematyczne | Kanały ogólnotematyczne    | Kanały ogólnotematyczne                                                                                              |
| ---------------------------- | ------------------------------ | -------------------------- | ----------------------- | -------------------------- | --- |
|                              | Polsat                         | 5 grudnia 1992             | 16:9 SDTV 16:9 HDTV     | 11,17% (4+) 12,44% (16-49) | Czołowy kanał telewizyjny na polskim rynku, oferujący programy rozrywkowe oraz audycje informacyjne.                 |
|                              | Polsat 2                       | 1 marca 1997               | 16:9 HDTV               | 1,39%                      | Kanał nadający powtórki z Polsatu. Dawniej nadawany za granicą. Obecnie tę rolę spełnia Polsat 1.                    |
|                              | Super Polsat                   | 2 stycznia 2017            | 16:9 SDTV 16:9 HDTV     | 0,81% (4+) 0,84% (16-49)   | Kanał nadający programy z udogodnieniem dla niepełnosprawnych.                                                       |
|                              | Polsat Rodzina                 | 16 października 2018       | 16:9 HDTV               | –                          | Kanał ogólnotematyczny, emitujący programy jedynie o niskiej klasyfikacji wiekowej.                                  |
|                              | TV4                            | 1 kwietnia 2000            | 16:9 SDTV 16:9 HDTV     | 4,16%                      | Kanał ogólny. Zakupiony od Polskie Media.                                                                            |
|                              | TV6                            | 30 maja 2011               | 16:9 SDTV 16:9 HDTV     | 1,50% (4+) 1,50% (16-49)   | Kanał z serialami i filmami. Również zakupiony od Polskie Media.                                                     |
|                              | Nowa TV                        | 9 listopada 2016           | 16:9 SDTV 16:9 HDTV     | 0,22% (4+) 0,19% (16-49)   | Kanał uniwersalny. Zakupiony od ZPR.                                                                                 |
| Kanały sportowe              |                                |                            |                         |                            | |
|                              | Polsat Sport Premium 1         | 21 sierpnia 2018           | 16:9 HDTV               | –                          | Kanały ogólnosportowe premium.                                                                                       |
|                              | Polsat Sport Premium 2         | 21 sierpnia 2018           | 16:9 HDTV               | –                          | Kanały ogólnosportowe premium.                                                                                       |
|                              | Polsat Sport Premium 3 PPV     | 21 sierpnia 2018           | 16:9 HDTV               | –                          | Kanały ogólnosportowe premium.                                                                                       |
|                              | Polsat Sport Premium 4 PPV     | 21 sierpnia 2018           | 16:9 HDTV               | –                          | Kanały ogólnosportowe premium.                                                                                       |
|                              | Polsat Sport Premium 5 PPV     | 21 sierpnia 2018           | 16:9 HDTV               | –                          | Kanały ogólnosportowe premium.                                                                                       |
|                              | Polsat Sport Premium 6 PPV     | 21 sierpnia 2018           | 16:9 HDTV               | –                          | Kanały ogólnosportowe premium.                                                                                       |
|                              | Polsat Sport 1                 | 11 sierpnia 2000           | 16:9 HDTV               | 0,59%                      | Kanały ogólnosportowe.                                                                                               |
|                              | Polsat Sport 2                 | 15 października 2005       | 16:9 HDTV               | 0,10%                      | Kanały ogólnosportowe.                                                                                               |
|                              | Polsat Sport 3                 | 30 maja 2011               | 16:9 HDTV               | 0,36%                      | Kanał informacyjno-sportowy.                                                                                         |
|                              | Polsat Sport Fight             | 1 sierpnia 2016            | 16:9 HDTV               | –                          | Kanał sportowy (sztuki walki).                                                                                       |
|                              | Eleven Sports HD               | 2 sierpnia 2015            | 16:9 HDTV               | –                          | Cztery kanały sportowe premium ponumerowane od 1 do 4.                                                               |
|                              | Polsat Games                   | 15 października 2018       | 16:9 HDTV               | 0,04%                      | Kanał e-sportowy i anime.                                                                                            |
| Kanały filmowo – serialowe   |                                |                            |                         |                            | |
|                              | Polsat Film                    | 2 października 2009        | 16:9 HDTV               | 0,51%                      | Kanały filmowe. |
|                              | Polsat Film 2                  | 5 maja 2025                | 16:9 HDTV               | –                          | Kanały filmowe. |
|                              | Polsat Seriale                 | 6 kwietnia 2020            | 16:9 HDTV               | –                          | Kanał serialowy. Zastąpił Polsat Romans.                                                                             |
|                              | Polsat Comedy Central Extra HD | 3 marca 2020               | 16:9 HDTV               | –                          | Kanał komediowy, który powstał w wyniku współpracy telewizji Polsat z Paramount. Zastąpił Comedy Central Family.     |
| Kanały dokumentalne          |                                |                            | 16:9 HDTV               |                            | |
|                              | Polsat Play                    | 6 października 2008        | 16:9 HDTV               | 0,515% (4+) 0,602% (16-49) | Kanał dokumentalno-rozrywkowy, skierowany do mężczyzn.                                                               |
|                              | Polsat Doku                    | 10 lutego 2017             | 16:9 HDTV               | –                          | Kanał dokumentalny.                                                                                                  |
|                              | Polsat X                       | 5 maja 2025                | 16:9 HDTV               | –                          | Kanał dokumentalno-rozrywkowy.                                                                                       |
|                              | Crime+Investigation Polsat     | 11 czerwca 2018            | 16:9 HDTV               | 0,11%                      | Kanał kryminalny. |
|                              | Fokus TV                       | 28 kwietnia 2014           | 16:9 SDTV 16:9 HDTV     | 0,808%                     | Kanał dokumentalno-edukacyjny. Wykupiony od ZPR.                                                                     |
| Kanały informacyjne          |                                |                            |                         |                            | |
|                              | Polsat News                    | 7 czerwca 2008             | 16:9 HDTV               | 1,936% (4+) 1,572% (16-49) | Główny kanał informacyjny Polsatu.                                                                                   |
|                              | Polsat News 2                  | 31 lipca 2014              | 16:9 HDTV               | 0,10% (4+) 0,047% (16-49)  | Kanał informacyjno-biznesowy, emitujący głównie powtórki z Polsat News. Zastąpił Polsat Biznes.                      |
|                              | Wydarzenia 24                  | 1 września 2021            | 16:9 HDTV               | 0,043% (4+) 0,018% (16-49) | Kanał informacyjny, wcześniej jako kanał rozrywkowo-informacyjny. Zastąpił Superstację.                              |
|                              | Polsat News Polityka           | 10 stycznia 2024           | 16:9 HDTV               | –                          | Kanał informacyjny, transmituje obrady Sejmu, Senatu oraz komisji śledczych.                                         |
| Kanały polonijne             |                                |                            |                         |                            | |
|                              | Polsat 1                       | 18 grudnia 2015            | 16:9 SDTV               | 1,39%                      | Kanał polonijny. Zastąpił Polsat 2 za granicą.                                                                       |
| Kanały rozrywkowe i muzyczne |                                |                            |                         |                            | |
|                              | Polsat Café                    | 6 października 2008        | 16:9 HDTV               | 0,335% (4+) 0,392% (16-49) | Kanał lajfstajlowy, skierowany głównie do kobiet.                                                                    |
| (rekonstrukcja)              | Polsat Reality                 | 5 maja 2025                | 16:9 HDTV               | –                          | Kanał lajfstajlowy.                                                                                                  |
|                              | Polsat Music                   | 26 maja 2017               | 16:9 HDTV 16:9 SDTV     | 0,02%(4+) 0,03%(16-49)     | Kanał ogólnomuzyczny. Zastąpił Muzo.tv.                                                                              |
|                              | Disco Polo Music               | 1 maja 2014                | 16:9 HDTV 16:9 SDTV     | 0,10% (4+) 0,11% (16-49)   | Kanał z muzyką disco polo.                                                                                           |
|                              | Eska TV                        | 28 maja 2009               | 16:9 HDTV 16:9 SDTV     | 0,29% (4+) 0,50% (16-49)   | Kanał muzyczny. |
|                              | Eska TV Extra                  | 16 czerwca 2017            | 16:9 HDTV 16:9 SDTV     | 0,03% (4+) 0,08% (16-49)   | Rozwinięcie kanału Eska TV.                                                                                          |
|                              | Eska Rock TV                   | 1 września 2017            | 16:9 HDTV 16:9 SDTV     | 0,00%(4+) 0,00%(16-49)     | Kanał z muzyką rockową.                                                                                              |
|                              | Polo TV                        | 7 maja 2011                | 16:9 HDTV 16:9 SDTV     | 0,47% (4+) 0,74% (16-49)   | Kanał z muzyką disco polo.                                                                                           |
|                              | Vox Music TV                   | 28 kwietnia 2014           | 16:9 HDTV 16:9 SDTV     | 0,03% (4+) 0,06% (16-49)   | Kanał z muzyką disco polo, dance i pop.                                                                              |
|                              | 4fun.tv                        | 14 lutego 2004             | 16:9 SDTV               | 0,051% (4+) 0,105% (16-49) | Kanał muzyczno-rozrywkowy.                                                                                           |
|                              | 4fun Dance                     | 1 października 2015        | 16:9 SDTV               | 0,054% (4+) 0,103% (16-49) | Kanał z muzyką disco polo i dance.                                                                                   |
|                              | 4fun Kids                      | 1 września 2020            | 16:9 SDTV               | 0,032% (4+) 0,044% (16-49) | Kanał z muzyką dla dzieci, młodzieży i ich rodziców.                                                                 |
| Kanały edukacyjne            |                                |                            |                         |                            | |
| Polsat Viasat Nature logo    | Polsat Viasat Nature           | 5 maja 2010                | 16:9 HDTV               | –                          | Kanał przyrodniczy prowadzony wraz z korporacją Viasat.                                                              |
|                              | Polsat Viasat History          | 1 września 2004            | 16:9 HDTV               | –                          | Kanał historyczny prowadzony wraz z korporacją Viasat.                                                               |
|                              | Polsat Viasat Explore          | 1 listopada 2003           | 16:9 HDTV               | –                          | Kanał serialowo-kryminalny prowadzony wraz z korporacją Viasat. Wcześniej nadawany pod nazwą Polsat Viasat Explorer. |
| Kanały telezakupowe          |                                |                            |                         |                            | |
|                              | TV Okazje                      | 1 marca 2018               | 16:9 HDTV               | –                          | Kanał telezakupowy.                                                                                                  |

### Zlikwidowane lub sprzedane innym podmiotom
| Logo      | Nazwa                                       | Uwagi |
| --------- | ------------------------------------------- | --- |
|           | Nasza TV                                    | Kanał ponadregionalny. Zastąpiony przez TV4. |
|           | TVR Bryza                                   | Lokalna telewizja działająca na Pomorzu Zachodnim. W latach 1995–2000 do TV Odra. |
|           | TV Vigor                                    | Lokalna telewizja działająca w Gorzowie Wielkopolskim. Kanał zlikwidowany, reaktywowany od 2005 jako TV Odra Gorzów Wielkopolski do 2013. |
|           | TV 51                                       | Lokalna telewizja działająca w Zielonej Górze.Kanał zlikwidowany, reaktywowany od 2005 jako TV Odra Zielona Góra do 2013. |
|           | TV Aval                                     | Lokalna telewizja działająca w Jelenej Górze.Kanał zlikwidowany, reaktywowany od 2005 jako TV Odra Jelenia Góra do 2013. |
| bez ramki | TVL                                         | Lokalna telewizja działająca w Głogowie, Legnicy, Lubinie.Kanał przekształcony w 2005 jako TV Odra – Głogów, Legnica, Lubin. W 2015 kanał się uniezależnił jako Telewizja Regionalna. |
|           | Dla Ciebie \ Ona                            | Pierwszy kanał dla kobiet. Produkowany wspólnie z Krajową Telewizją Kablową „ATV”. Taki stan rzeczy nie trwał jednak zbyt długo. Na jesieni 1999 roku programy archiwalne ATV zeszły z anteny, a niebawem Polsat rozpoczął samodzielną produkcję swojego kanału. Wkrótce też wprowadzono ich nową nazwę Ona. Kanał zlikwidowany 2 września 2002.                      |
|           | Formula 1 \ On                              | Pierwszy kanał dla mężczyzn. Produkowany wspólnie z Krajową Telewizją Kablową „ATV”. Taki stan rzeczy nie trwał jednak zbyt długo. Na jesieni 1999 roku programy archiwalne ATV zeszły z anteny, a niebawem Polsat rozpoczął samodzielną produkcję swoich kanału. Wkrótce też wprowadzono ich nową nazwę On. Kanał zlikwidowany 2 września 2002.                      |
|           | Smyk \ Junior                               | Pierwszy kanał dla dzieci i filmowy. Produkowany wspólnie z Krajową Telewizją Kablową „ATV”. Taki stan rzeczy nie trwał jednak zbyt długo. Na jesieni 1999 roku programy archiwalne ATV zeszły z anteny, a niebawem Polsat rozpoczął samodzielną produkcję swojego kanału. Wkrótce też wprowadzono ich nową nazwę Junior. Kanał zlikwidowany 2 września 2002.         |
|           | Filmax                                      | Pierwszy kanał filmowy. Kanał zlikwidowany 2 września 2002. |
|           | Relaks\ Muzyczny Relax                      | Pierwszy kanał muzyczny. Produkowany wspólnie z Krajową Telewizją Kablową „ATV”. Taki stan rzeczy nie trwał jednak zbyt długo. Na jesieni 1999 roku programy archiwalne ATV zeszły z anteny, a niebawem Polsat rozpoczął samodzielną produkcję swojego kanału. Wkrótce też wprowadzono ich nową nazwę Muzyczny Relax. Kanał zlikwidowany 2 września 2002.             |
|           | Komedia                                     | Po zakończeniu współpracy z ATV, kanał został zlikwidowany 30 czerwca 2001. |
|           | Info Dokument/ Info                         | Po zakończeniu współpracy z ATV, kanał zmienił nazwę na Info. Kanał zlikwidowany 2 września 2002. |
|           | Teleuniwersytet                             | Kanał zastąpiony przez Edusat w Cyfrowym Polsacie, który naprawdę wystartował 9 listopada 2002. |
|           | Sport                                       | Kanał zastąpiony przez Polsat Sport. |
|           | Polsat Zdrowie i Uroda                      | W jego miejscu ruszył nowy kodowany kanał lifestylelowy Polsat Café. |
|           | Polsat Futbol                               | Kanał przekształcił się w Polsat Sport Extra HD |
| bez ramki | TV Biznes                                   | Kanał zmienił nazwę na Polsat Biznes |
|           | Polsat Biznes                               | Kanał zmienił nazwę na Polsat News+ |
|           | Polsat News+                                | Kanał zmienił nazwę na Polsat News 2 z powodu sporu prawnego o nazwę z operatorem nc+. |
|           | Polsat Sport 2 HD                           | Kanał uruchomiony na czas Mistrzostw Europy w Piłce Nożnej w 2016 roku. Z powodu nabycia praw do transmisji sportowych, 21 sierpnia 2018 stacja wznowiła nadawanie pod nazwą Polsat Sport Premium 1 HD |
|           | Polsat Sport 3 HD                           | Kanał uruchomiony na czas Mistrzostw Europy w Piłce Nożnej w 2016 roku. Z powodu nabycia praw do transmisji sportowych, 21 sierpnia 2018 stacja wznowiła nadawanie pod nazwą Polsat Sport Premium 2 HD |
|           | Tenis Premium 1 HD                          | Problemy finansowe stacji. |
|           | Tenis Premium 2 HD                          | Problemy finansowe stacji. |
|           | Radio PiN                                   | Radio przekształcone w Muzo.fm. |
|           | Playboy Polska                              | Nadawca długo szukał pomysłu na ten kanał, jego emisja trwała tylko 4 miesiące, był niedostępny dla widzów, po czym został przekształcony w kanał Play TV należący do Polsatu. |
|           | Play TV                                     | Jego testy można było oglądać na CP, jednak oficjalnie nigdy nie ruszył, ostatecznie 6 października 2008 rozpoczął nadawanie jako kanał men-lajfstajlowy pod nazwą Polsat Play |
|           | Polsat Romans                               | Kanał zmienił nazwę na Polsat Seriale |
|           | Muzo TV                                     | Kanał zmienił nazwę na Polsat Music. Dostępny jeszcze w serwisie YouTube. |
|           | Polsat Volleyball HD                        | Kanał uruchomiony na czas Mistrzostw Świata w Siatkówce Mężczyzn w 2014 roku. |
|           | Polsat Food Network/ Polsat Food Network HD | Z powodu wcześniejszego przejęcia przez Scripps Networks Interactive Grupy TVN współpraca z Telewizją Polsat została zakończona, a kanał zmienił nazwę na Food Network HD |
|           | ATM Rozrywka                                | Stacja zakończyła nadawanie 24 lutego 2021 roku o godzinie 23:59 z powodu wygaśnięcia koncesji KRRiT. |
|           | Superstacja                                 | Kanał przekształcił się w Wydarzenia 24 |
|           | Polsat JimJam                               | Kanał dla dzieci od 2 do 6 lat. 15 lutego 2023 roku Polsat sprzedał swoje udziały w tym kanale, jednak nadal operuje on pod nazwą Polsat JimJam. |
|           | Muzo FM                                     | Stacja radiowa, która zastąpiła Radio PiN. W październiku 2022 roku Polsat ogłosił chęć sprzedaży radia Grupie ZPR Media. Od tego momentu stacja dążyła do coraz głębszej integracji z należącą do tego samego podmiotu Grupą Radiową Time aż do 27 marca 2024, kiedy to transakcja została domknięta. Od 2 lipca 2024 roku na falach Muzo FM nadaje radio Eska Rock. |